# Mount Hope (Colorado)
Der Mount Hope ist ein 4249  Meter hoher Berg im US-Bundesstaat Colorado.